# Atletismo nos Jogos Olímpicos de Verão de 2012 - Lançamento de disco feminino
A competição do lançamento de disco feminino nos Jogos Olímpicos de Verão de 2012 aconteceu nos dias 3 e 4 de agosto no Estádio Olímpico de Londres.
Sandra Perković, da Croácia, conquistou a medalha de ouro com a marca de 69,11 metros na final, estabelecendo um novo recorde nacional. Originalmente a russa Darya Pishchalnikova havia conquistado a medalha de prata, mas teve seu resultado anulado após testar positivo no antidoping para a substância oxandrolona. A medalha de prata foi repassada a chinesa Li Yanfeng e o bronze para a cubana Yarelys Barrios.

## Calendário
Horário local (UTC+1).
| Data        | Horário | Fase         |
| ----------- | ------- | ------------ |
| 3 de agosto | 19:10   | Qualificação |
| 4 de agosto | 19:30   | Final        |

## Medalhistas
| Ouro   | CRO Sandra Perković |
| Prata  | CHN Li Yanfeng      |
| Bronze | CUB Yarelys Barrios |

## Recordes
Antes desta competição, os recordes mundiais e olímpicos da prova eram os seguintes:
| Tipo | Atleta           | Marca   | Local          | Data                   |
| ---- | ---------------- | ------- | -------------- | ---------------------- |
|      | Gabriele Reinsch | 76,80 m | Neubrandenburg | 9 de julho de 1988     |
|      | Martina Hellmann | 72,30 m | Seul           | 29 de setembro de 1988 |

## Qualificação
Classificam-se para a final os atletas com marca acima de 65,00 m (Q) ou as 12 melhores marcas (q).
| Pos. | Grupo | Nome                      | CON                 | #1    | #2    | #3    | Marca | Notas                |
| ---- | ----- | ------------------------- | ------------------- | ----- | ----- | ----- | ----- | -------------------- |
| 1    | A     | Yarelys Barrios           | CUB Cuba            | x     | 65.94 | -     | 65.94 | Q                    |
| 2    | B     | Nadine Müller             | GER Alemanha        | 65.89 | -     | -     | 65.89 | Q                    |
| 3    | B     | Sandra Perković           | CRO Croácia         | 65.74 | -     | -     | 65.74 | Q                    |
| 4    | A     | Darya Pishchalnikova      | RUS Rússia          | 65.02 | -     | -     | 65.02 | Q                    |
| 5    | B     | Stephanie Brown Trafton   | USA Estados Unidos  | x     | 61.09 | 64.89 | 64.89 | Q                    |
| 6    | A     | Li Yanfeng                | CHN China           | 59.69 | 64.48 | -     | 64.48 | Q                    |
| 7    | A     | Dani Samuels              | AUS Austrália       | 60.02 | x     | 63.97 | 63.97 | Q,                   |
| 8    | A     | Krishna Poonia            | IND Índia           | x     | 63.54 | -     | 63.54 | Q                    |
| 9    | B     | Anna Rüh                  | GER Alemanha        | 62.98 | x     | 59.71 | 62.98 | q                    |
| 10   | B     | Zinaida Sendriūtė         | LTU Lituânia        | 61.71 | x     | 62.79 | 62.79 | q                    |
| 11   | A     | Ma Xuejun                 | CHN China           | 62.66 | 60.49 | 62.18 | 62.66 | q                    |
| 12   | A     | Mélina Robert-Michon      | FRA França          | x     | 62.47 | 59.72 | 62.47 | q                    |
| 13   | B     | Seema Antil               | IND Índia           | x     | 61.10 | 61.99 | 61.99 |                      |
| 14   | B     | Nicoleta Grasu            | ROU Romênia         | 61.86 | 59.59 | x     | 61.86 | Recorde da temporada |
| 15   | B     | Gia Lewis-Smallwood       | USA Estados Unidos  | x     | 61.44 | 61.25 | 61.44 |                      |
| 16   | B     | Andressa de Morais        | BRA Brasil          | x     | x     | 60.94 | 60.94 |                      |
| 17   | B     | Svetlana Saykina          | RUS Rússia          | 59.76 | 60.67 | x     | 60.67 |                      |
| 18   | A     | Natalya Fokina-Semenova   | UKR Ucrânia         | 58.37 | 60.61 | 60.36 | 60.61 |                      |
| 19   | B     | Dragana Tomašević         | SRB Sérvia          | 59.32 | 60.53 | 57.68 | 60.53 |                      |
| 20   | A     | Julia Fischer             | GER Alemanha        | x     | 58.82 | 60.23 | 60.23 |                      |
| 21   | B     | Karen Gallardo            | CHI Chile           | 58.82 | 60.09 | x     | 60.09 | Recorde da temporada |
| 22   | A     | Li Wen-Hua                | TPE Taipé Chinês    | 58.22 | 59.91 | 58.99 | 59.91 |                      |
| 23   | A     | Żaneta Glanc              | POL Polônia         | 56.40 | 59.88 | 56.77 | 59.88 |                      |
| 24   | A     | Aretha Thurmond           | USA Estados Unidos  | 58.38 | 59.39 | 57.81 | 59.39 |                      |
| 25   | A     | Rocío Comba               | ARG Argentina       | 55.22 | 55.81 | 58.98 | 58.98 |                      |
| 26   | B     | Denia Caballero           | CUB Cuba            | 57.47 | x     | 58.78 | 58.78 |                      |
| 27   | B     | Kateryna Karsak           | UKR Ucrânia         | x     | x     | 58.64 | 58.64 |                      |
| 28   | A     | Allison Randall           | JAM Jamaica         | 57.16 | 58.06 | x     | 58.06 |                      |
| 29   | A     | Yaime Pérez               | CUB Cuba            | 57.46 | x     | 57.87 | 57.87 |                      |
| 30   | B     | Monique Jansen            | NED Países Baixos   | 55.65 | 57.50 | 56.04 | 57.50 |                      |
| 31   | B     | Irina Rodrigues           | POR Portugal        | 57.23 | x     | 55.58 | 57.23 |                      |
| 32   | B     | Sviatlana Siarova         | BLR Bielorrússia    | 56.70 | 55.99 | x     | 56.70 |                      |
| 33   | A     | Věra Pospíšilová-Cechlová | CZE República Checa | 55.00 | x     | x     | 55.00 |                      |
| —    | B     | Tan Jian                  | CHN China           | x     | x     | x     | NM    |                      |
| —    | A     | Vera Karmishina-Ganeeva   | RUS Rússia          | 59.90 | 49.53 | x     | 59.90 | DSQ                  |

## Final

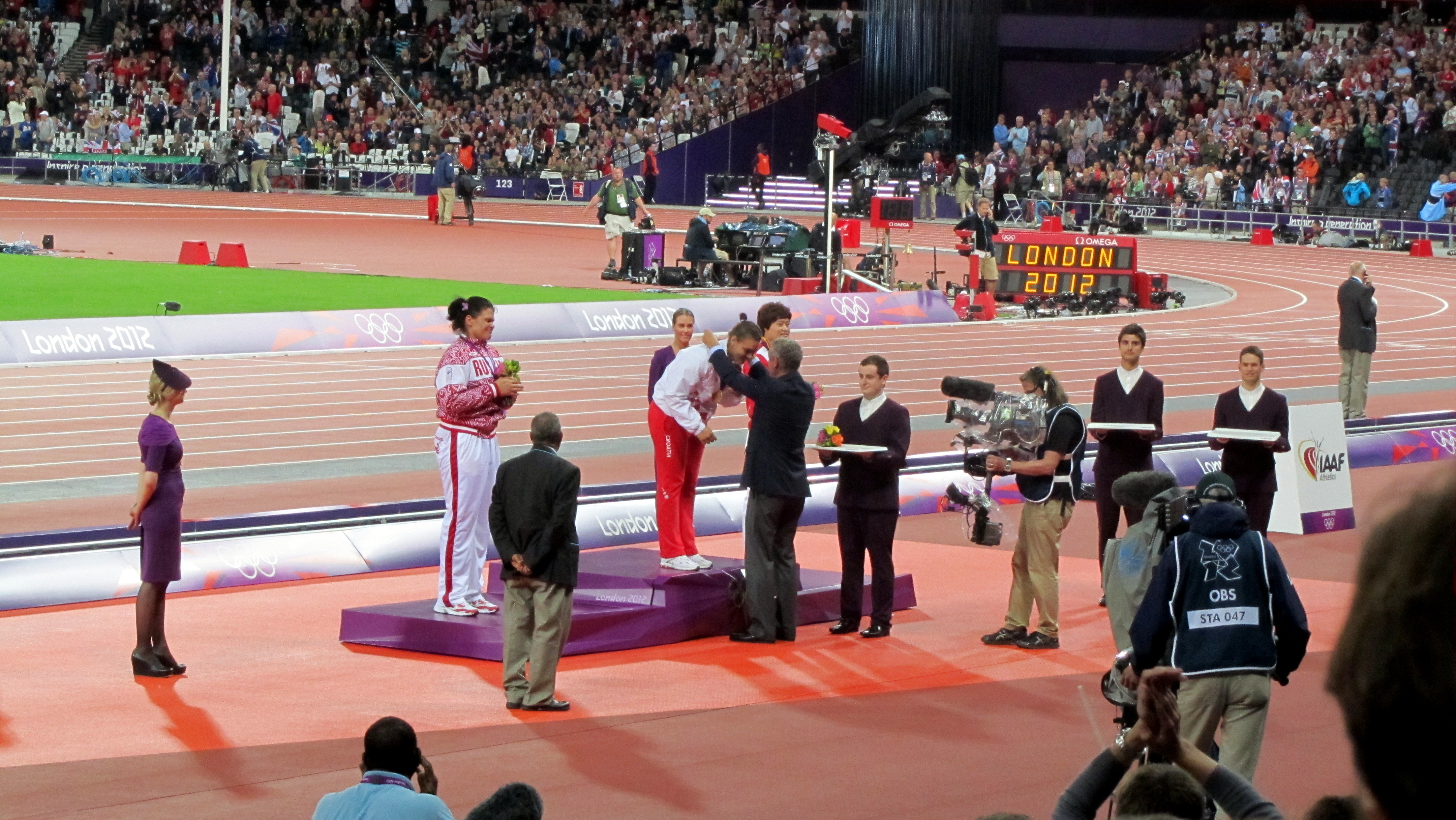
Cerimônia de premiação do arremesso de disco.

| Pos.              | Nome                    | CON                | 1     | 2     | 3     | 4     | 5     | 6     | Marca | Notas                |
| ----------------- | ----------------------- | ------------------ | ----- | ----- | ----- | ----- | ----- | ----- | ----- | -------------------- |
| Medalha de ouro   | Sandra Perković         | CRO Croácia        | 64.58 | 68.11 | 69.11 | x     | 66.96 | 64.03 | 69.11 | Recorde nacional     |
| Medalha de prata  | Li Yanfeng              | CHN China          | X     | 67.22 | x     | x     | 63.64 | x     | 67.22 |                      |
| Medalha de bronze | Yarelys Barrios         | CUB Cuba           | 63.97 | 66.38 | 64.84 | 64.06 | x     | 65.21 | 66.38 |                      |
| 5                 | Nadine Müller           | GER Alemanha       | 65.71 | 65.06 | x     | 64.16 | 64.35 | 65.94 | 65.94 |                      |
| 6                 | Mélina Robert-Michon    | FRA França         | 62.23 | 61.70 | 62.41 | 62.66 | 63.62 | 63.98 | 63.98 | Recorde da temporada |
| 7                 | Krishna Poonia          | IND Índia          | 62.42 | x     | 61.61 | x     | 63.62 | 61.31 | 63.62 |                      |
| 8                 | Stephanie Brown Trafton | USA Estados Unidos | 63.01 | x     | 59.30 | x     | x     | 61.89 | 63.01 |                      |
| 9                 | Zinaida Sendriūtė       | LTU Lituânia       | 61.68 | x     | x     | -     | -     | -     | 61.68 |                      |
| 10                | Anna Rüh                | GER Alemanha       | 59.95 | x     | 61.36 | -     | -     | -     | 61.36 |                      |
| 11                | Ma Xuejun               | CHN China          | 61.02 | x     | 60.72 | -     | -     | -     | 61.02 |                      |
| 12                | Dani Samuels            | AUS Austrália      | 60.40 | 59.86 | 57.87 | -     | -     | -     | 60.40 |                      |
| —                 | Darya Pishchalnikova    | RUS Rússia         | 65.19 | 62.07 | 65.06 | 66.42 | 67.56 | 59.13 | 67.56 | DSQ                  |

Legenda
| Recorde mundial      | Recorde mundial (World record)               |                       | Recorde africano                      | Recorde africano (African) |                                           | Q | Classificado por posição (Qualified) |
| Recorde olímpico     | Recorde olímpico (Olympic record)            | Recorde da América    | Recorde da América (Americas)         | q                          | Classificado por melhor tempo (Qualified) |   |                                      |
| Melhor marca do ano  | Melhor marca do ano (World leading)          | Recorde asiático      | Recorde asiático (Asian)              | DNS                        | Não largou (Did not start)                |   |                                      |
| Recorde nacional     | Recorde nacional (National record)           | Recorde europeu       | Recorde europeu (European)            | DNF                        | Não terminou (Did not finish)             |   |                                      |
| Recorde pessoal      | Recorde pessoal do atleta (Personal best)    | Recorde da Oceania    | Recorde da Oceania (Oceania)          | DSQ / DQ                   | Desclassificado (Disqualified)            |   |                                      |
| Recorde da temporada | Recorde da temporada do atleta (Season best) | Recorde sul-americano | Recorde sul-americano (South America) | NM                         | Sem marca (No mark)                       |   |                                      |